# S'ang
Huyện S'ang (tiếng Khmer: ស្រុកស្អាង) là một huyện (srok) thuộc tỉnh Kandal, Campuchia. Huyện được chia thành 16 xã (khum) và 119 làng (phum).